# Shams de Tabriz
Shams-i Tabrīzī (Persa: شمس تبریزی) o Shams al-Din Mohammad, conocido como Shams de Trabiz (1185–1248) fue un poeta persa shafi'ita, conocido por haber sido el maestro espiritual de Mewlānā Jalāl ad-Dīn Muhammad Balkhi, también conocido como Rumi. Shams es mencionado con gran reverencia en la obra poética de Rumi, y en particular Diwan-i Shams-i Tabrīzī. La tradición sostiene que Shams enseñó a Rumi en reclusión en Konya durante un período de cuarenta días, antes de huir a Damasco. La tumba de Shams-i Tabrīzī fue recientemente nominada para ser Patrimonio de la Humanidad por la UNESCO .

## Vida

### Primeros años

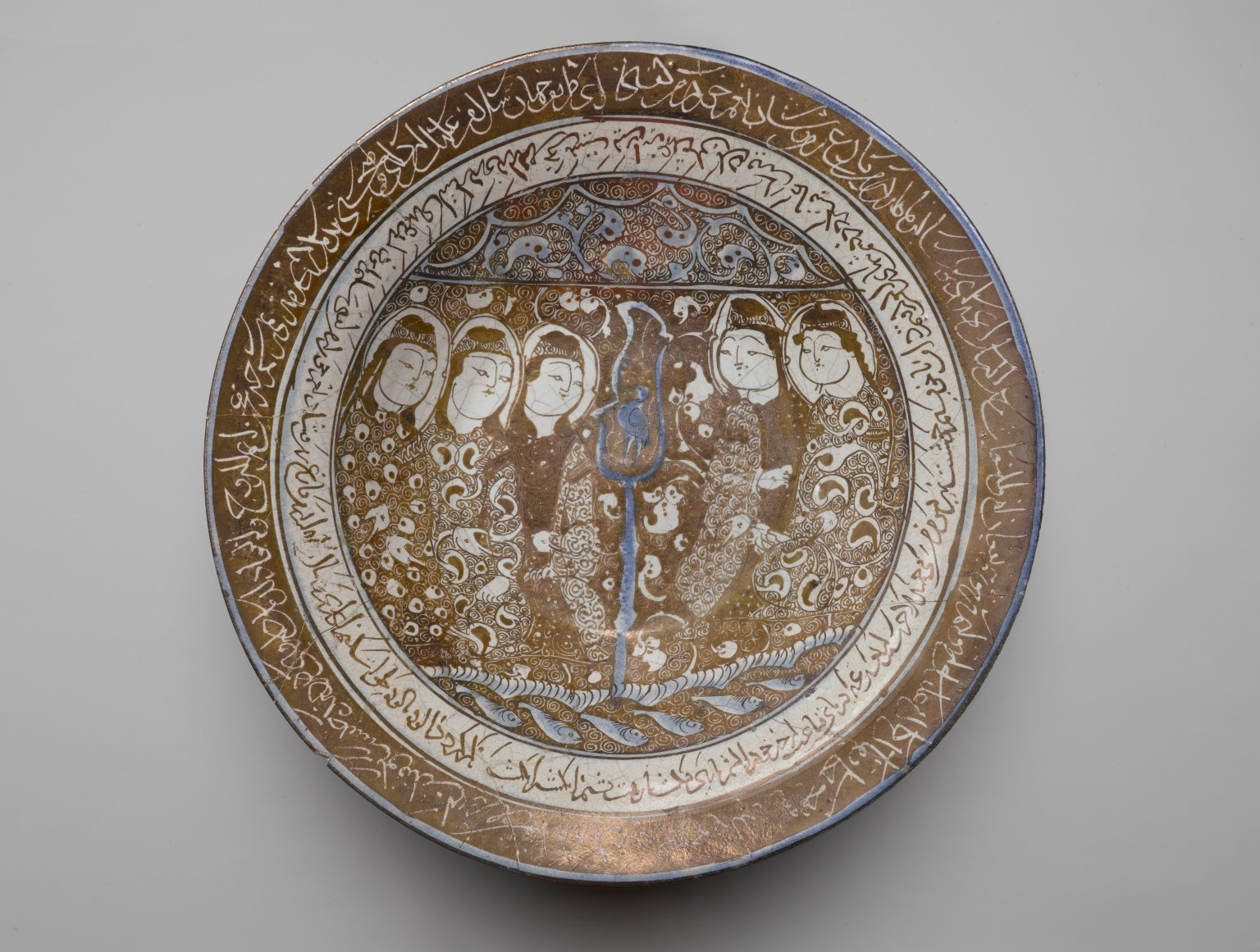
Cuenco de Reflexiones, principios del siglo XIII. Museo de Brooklyn.

Según Sipah Salar, un devoto y amigo íntimo de Rumi que pasó cuarenta días con él, Shams era el hijo del Imam Ala al-Din. En una obra titulada Manāqib al-'arifīn ( Elogios de los gnósticos ), Aflaki menciona a un tal 'Ali como el padre de Shams-i Tabrīzī y a su abuelo como Malikdad. Aparentemente, basándose en las Maqālāt ( Conversaciones ) de Haji Bektash Veli, Aflaki sugiere que Shams llegó a Konya a la edad de sesenta años. Sin embargo, varios estudiosos han cuestionado la fiabilidad de Aflaki. Shams recibió su educación en Tabriz y fue discípulo de Baba Kamal al-Din Jumdi. Antes de conocer a Rumi, aparentemente viajaba de un lugar a otro tejiendo cestas y vendiendo cinturones para ganarse la vida.  A pesar de su ocupación como tejedor, Shams recibió el epíteto de "el bordador" ( zarduz ) en varios relatos biográficos, incluido el del historiador persa Dawlatshah Samarqandi. Sin embargo, esta no es la ocupación enumerada por Haji Bektash Veli en el Maqālat y fue más bien el epíteto dado al imán ismailí Shams al-Din Muhammad, quien trabajó como bordador mientras vivía en el anonimato en Tabriz. La transferencia del epíteto a la biografía del mentor de Rumi sugiere que la biografía de este Imam debe haber sido conocida por los biógrafos de Shams-i Tabrīzī. Sin embargo, aún no se conocen los detalles de cómo se produjo esta transferencia.

### El primer encuentro de Shams con Rumi
El 15 de noviembre de 1244, un hombre vestido de negro de la cabeza a los pies llegó a la famosa posada de los comerciantes de azúcar de Konya. Su nombre era Shams Tabrizi. Él afirmaba ser un comerciante viajero. Como se dice en el libro de Haji Bektash Veli, "Makalat", estaba buscando algo que encontraría en Konya. Finalmente encontró a Rumi montado en un caballo negro. Un día Rumi estaba leyendo junto a una gran pila de libros. Shams Tabriz, que pasaba por allí, le preguntó: "¿Qué haces?". Rumi respondió con sorna: "Algo que no puedes comprender". (Este conocimiento es incomprensible para quienes no son eruditos). Al oír esto, Shams arrojó la pila de libros a un charco cercano. Rumi rescató apresuradamente los libros y para su sorpresa todos estaban secos. Rumi entonces le preguntó a Shams: "¿Qué es esto?". A lo que Shams respondió: "Mowlana, esto es lo que no puedes entender".
Una segunda versión del cuento muestra a Shams pasando al lado de Rumi, quien nuevamente está leyendo un libro. Rumi lo considera un extraño sin educación. Shams le pregunta a Rumi qué está haciendo, a lo que Rumi responde: "¡Algo que no entiendes!". En ese momento, los libros se incendian de repente y Rumi le pide a Shams que explique lo sucedido. Su respuesta fue: "Algo que no entiendes". 
Otra versión del primer encuentro es ésta: en el mercado de Konya, entre los puestos de algodón, de azúcar y de verduras, Rumi cabalgaba por la calle, rodeado de sus alumnos. Shams agarró las riendas de su burro y desafió groseramente a su amo con dos preguntas. "¿Quién fue el místico más grande, Bayazid [un santo sufí] o Mahoma?", preguntó Shams. "¡Qué pregunta tan extraña! —Mahoma es más grande que todos los santos —respondió Rumi—. Entonces, ¿por qué Mahoma le dijo a Dios: «No te conocí como debía», mientras que Bayazid proclamó: «¡Gloria a mí! ¡Cuán exaltada es mi Gloria!» [es decir, se atribuyó la posición de Dios mismo]? Rumi explicó que Mahoma era el más grande de los dos, porque Bayazid podía colmarse por completo con una sola experiencia de las bendiciones divinas. Se perdió por completo y se llenó de Dios. La capacidad de Mahoma era ilimitada y jamás podría colmarse. Su deseo era infinito y siempre tenía sed. Con cada momento se acercaba más a Dios, y luego se arrepentía de su anterior estado de lejanía. Por eso dijo: "Nunca os he conocido como debía". Se cuenta que después de este intercambio de palabras, Rumi sintió que se abría una ventana en lo alto de su cabeza y vio humo subir al cielo. Él gritó, cayó al suelo y perdió el conocimiento durante una hora. Shams, al oír estas respuestas, se dio cuenta de que estaba cara a cara con el objeto de su anhelo, aquel que había rogado a Dios que le enviara. Cuando Rumi despertó, tomó la mano de Shams y los dos regresaron juntos a la escuela de Rumi a pie. Después de varios años con Rumi en Konya, Shams se fue y se instaló en Khoy. A medida que pasaban los años, Rumi atribuyó cada vez más de su propia poesía a Shams como muestra de amor hacia su difunto amigo y maestro. En la poesía de Rumi, Shams se convierte en un guía del amor de Alá (Creador) por la humanidad; Shams era un sol ("Shams" significa "Sol" en árabe) que brillaba con la Luz del Sol como guía para el camino correcto, disipando la oscuridad en el corazón, la mente y el cuerpo de Rumi en la tierra.

## Muerte

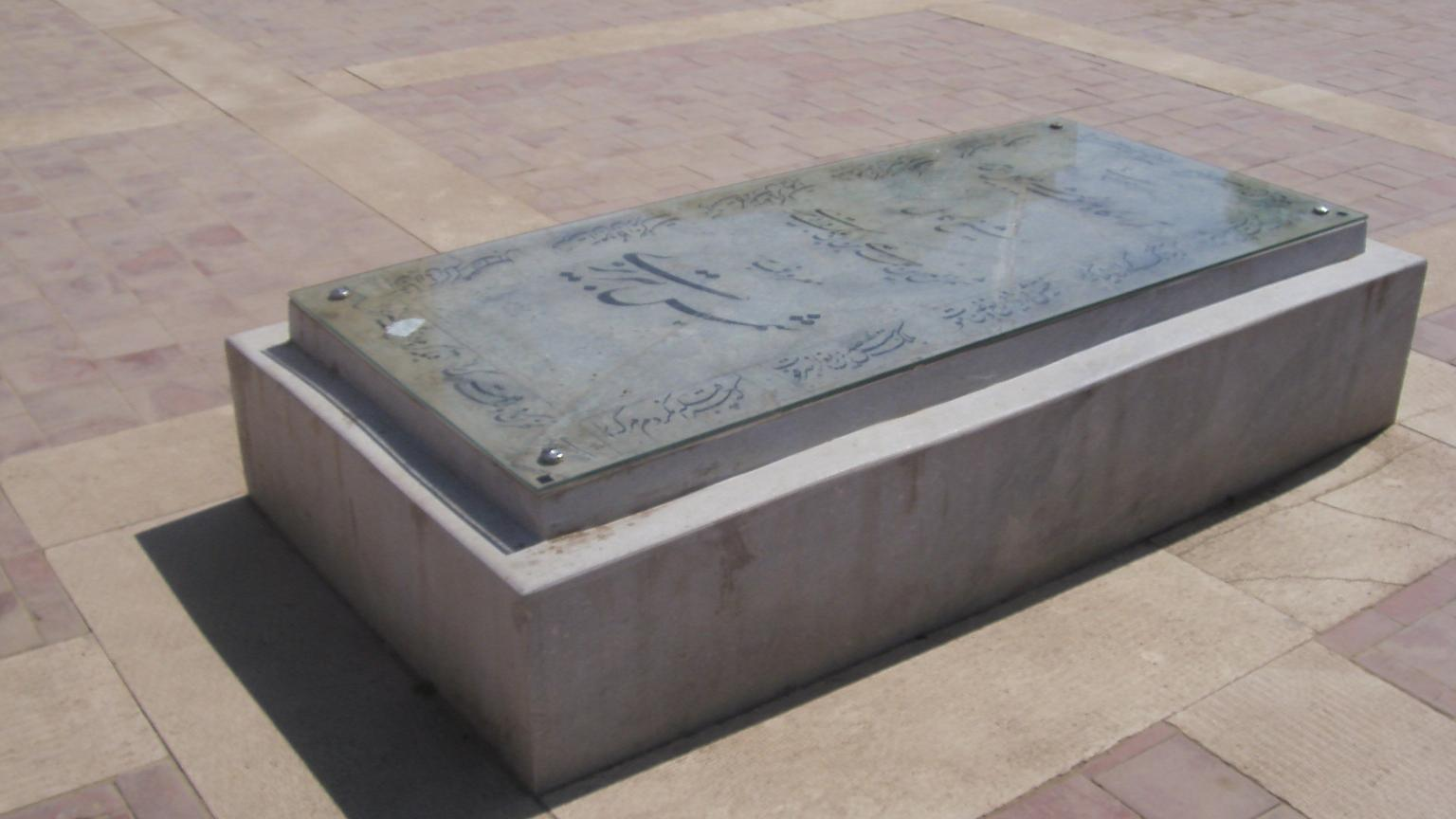
Tumba de Shams Tabrizi

Según la tradición sufí contemporánea, Shams Tabrizi desapareció misteriosamente: algunos dicen que fue asesinado por discípulos cercanos de Mowlana Jalaluddin Rumi que estaban celosos de la estrecha relación entre Rumi y Shams, pero según muchas evidencias ciertas, abandonó Konya y murió en Khoy, donde fue enterrado. El sultán Walad, hijo de Rumi, en su Walad-Nama mathnawi solo menciona que Shams desapareció misteriosamente de Konya sin más detalles específicos. La tumba de Shams Tabrizi en Khoy, situada junto a una torre-monumento en un parque conmemorativo, ha sido nominada como Patrimonio Cultural de la Humanidad por la UNESCO.

## Maqalat de Shams Tabrīzī

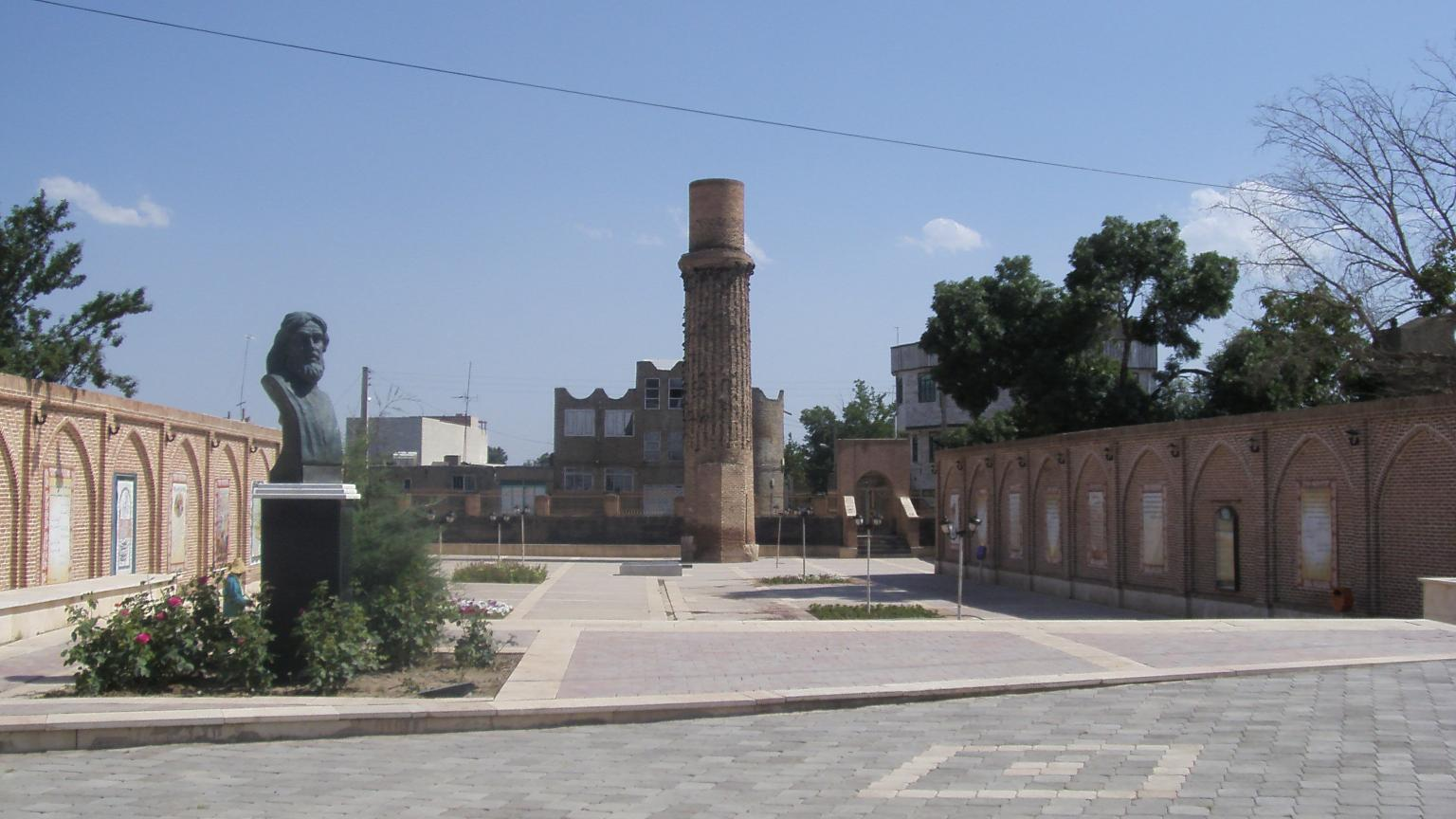
Tumba de Shams Tabrizi

El Maqalat de Shams de Tabriz (Discurso de Shams de Tabriz) es un libro atribuido a Shams. El Maqalat parece haber sido escrito durante los últimos años de Shams, ya que se describe a sí mismo como un anciano. En general, presenta una interpretación mística del islam y contiene consejos espirituales.
En todo el mundo islámico persa se ha atribuido a Shams de Tabriz esta serie de poesía mística, cargada de sentimientos devocionales y fuertes inclinaciones 'Alid. Eruditos como Gabrielle van den Berg han cuestionado si estos escritos fueron realmente escritos por Shams. Sin embargo, estudiosos posteriores han señalado que podría tratarse más bien de una cuestión de si el nombre Shams de Tabriz ha sido utilizado para más de una persona. Gabrielle van den Berg sugiere que se trata en realidad del seudónimo de Rumi. Sin embargo, reconoce que, a pesar de la gran cantidad de poemas atribuidos a Shams, que comprenden el repertorio devocional de los ismaelitas de Badakhshan, una abrumadora mayoría de ellos no pueden localizarse en ninguna de las obras existentes de Rumi. Más bien, como observa Virani, algunos de ellos se encuentran en el Jardín de rosas de Shams (Gulzār-i Shams), escrito por Mulukshah, un descendiente del ismailita Pir Shams, así como en otras obras.

## Lectura adicional
- Browne, E.G. A Literary History of Persia. Cambridge: University Press, 1929.
- Tabrizi, Shams-i. Me & Rumi: The Autobiography of Shams-i Tabrīzīi, edited by William C. Chittick. Louisville: Fons Vitae, 2004.
- Maleki, Farida. Shams-e Tabrizi: Rumi's Perfect Teacher. New Delhi: Science of the Soul Research Centre, 2011. ISBN 978-93-8007-717-8
- Rypka, Jan. History of Iranian Literature, edited by Karl Jahn. Dordrecht: Reidel, 1968.